# آغابیگم نجم‌آبادی
آغا بیگم نجم‌آبادی (یا بگو آغا) از زنان مشروطه‌خواه و پیشروی جنبش زنان ایران بود.
آغا بیگم در تهران زاده شد و پدرش شیخ هادی نجم‌آبادی بود. از آغاز زندگی آغابیگم اطلاعی در دست نیست. او فعالیت خود را از سال ۱۲۸۹ خورشیدی و با بنیان‌گذاری انجمن مخدرات وطن آغاز کرد.
او این انجمن را با همکاری سکینه کنداشلو، همسر دوم شیخ هادی، بنیان‌گذاشت. از اقدامات این انجمن پوشیدن پارچه‌های وطنی، ساختن یتیم‌خانه در خیابان باغ‌وحش و افتتاح یک مدرسه شبانه‌روزی برای دختران کم‌بضاعت در خیابان ولی‌آباد بود که در حدود صد دانش آموز در آنجا به رایگان تحصیل می‌کردند. آغابیگم در آیین گشایش این مدرسه سخنرانی کرد و دولت را به خاطر نپرداختن به مصالح کشور به باد انتقاد گرفت و خواستار بهبود وضع زنان شد.